# Walckenaeria mauensis
Walckenaeria mauensis är en spindelart som beskrevs av Holm 1984. Walckenaeria mauensis ingår i släktet Walckenaeria och familjen täckvävarspindlar.
Artens utbredningsområde är Kenya. Inga underarter finns listade i Catalogue of Life.